# Paradactylodon
Paradactylodon var tidigare ett släkte av groddjur i familjen vinkelsalamandrar.
Släktet visade sig vara parafyletisk. De ingående arterna flyttades under 2000-talet till andra släkten.
Tidigare släktmedlemmar enligt Catalogue of Life:
- Afghanodon mustersi[4]
- Iranodon gorganensis[5]
- Iranodon persicus – Iransk bergssalamander[6]